# Batriasymmodes suteri
Batriasymmodes suteri är en skalbaggsart som beskrevs av Park 1965. Batriasymmodes suteri ingår i släktet Batriasymmodes och familjen kortvingar. Inga underarter finns listade i Catalogue of Life.